# Ramsbiria
Ramsbiria (łac. Dioecesis Ramsbiriensis, ang. Diocese of Ramsbury) – stolica historycznej diecezji w Anglii, erygowanej w roku 909, a zlikwidowanej w roku 1075. Współcześnie miejscowość Ramsbury w hrabstwie Wiltshire. Obecnie katolickie biskupstwo tytularne.

## Biskupi tytularni
| Lp. | Biskup           | Funkcja                                          | Od               | Do               |
| --- | ---------------- | ------------------------------------------------ | ---------------- | ---------------- |
| 1   | Martin Lohmuller | biskup pomocniczy Filadelfii (USA)               | 12 lutego 1970   | 25 stycznia 2017 |
| 2   | Stephen Wright   | biskup pomocniczy Birmingham (Wielka Brytania)   | 18 marca 2020    | 14 czerwca 2023  |
| 3   | James Curry      | biskup pomocniczy Westminsteru (Wielka Brytania) | 22 kwietnia 2024 |                  |